# Norvège au Concours Eurovision de la chanson 2016
La Norvège a confirmé participation au Concours Eurovision de la chanson 2016 à Stockholm en Suède le 27 mai 2015. La chanson qui représente la Norvège est sélectionnée via le Melodi Grand Prix.

## Sélection
Le Melodi Grand Prix est utilisé comme processus de sélection. Agnete le remporte le 27 février 2016 avec Icebreaker.
Dix chansons participent à la sélection le 27 février 2016. Dans un premier temps, quatre participants sont qualifiés par le télévote seul pour la superfinale. Parmi ces quatre participants, le gagnant est désigné, là aussi par le télévote seul.
| Ordre | Artiste                            | Chanson       |
| ----- | ---------------------------------- | ------------- |
| 1     | The Hungry Hearts feat.Lisa Dillan | Laika         |
| 2     | Stage Dolls                        | Into the Fire |
| 3     | Stine Hole Ulla                    | Traces        |
| 4     | Makeda                             | Stand Up      |
| 5     | Pegasus                            | Anyway        |
| 6     | Freddy Kalas                       | Happy Rush    |
| 7     | Laila Samuels                      | Afterglow     |
| 8     | Elouiz                             | Happy         |
| 9     | Suite 16                           | Anna Lee      |
| 10    | Agnete                             | Icebreaker    |

| Ordre | Artiste       | Chanson       | Votes     | Votes      | Votes     | Votes     | Votes      |         |       |
| Ordre | Artiste       | Chanson       | Østlandet | Nord-Norge | Trøndelag | Sørlandet | Vestlandet | Total   | Place |
| ----- | ------------- | ------------- | --------- | ---------- | --------- | --------- | ---------- | ------- | ----- |
| 1     | Laila Samuels | Afterglow     | 25 374    | 4 851      | 6 479     | 5 937     | 6 224      | 48 865  | 4     |
| 2     | Suite 16      | Anna Lee      | 31 003    | 5 548      | 6 667     | 4 881     | 8 572      | 56 671  | 3     |
| 3     | Agnete        | Icebreaker    | 67 334    | 51 097     | 14 898    | 14 825    | 18 574     | 166 728 | 1     |
| 4     | Freddy Kalas  | "Feel Da Rush | 48 154    | 11 616     | 8 562     | 8 998     | 10 798     | 88 128  | 2     |

## À l'Eurovision
La Norvège a participé à la deuxième demi-finale, le 12 mai 2016. Arrivé 13e avec 63 points, le pays est éliminé en demi-finale, une première depuis 2011.